# Przyczyny transpłciowości
Ogólnie etiologia zaburzeń tożsamości płciowej nie została wyjaśniona. Stawiano różne hipotezy. Znaczną uwagę zwracano na wyjaśnienia biologiczne. Nie udało się jednak potwierdzić ani roli czynników genetycznych, ani endokrynologicznych, ani organicznego uszkodzenia OUN, ani też wychowania. Dotyczy to również transpłciowości. Jego etiologia wydaje się wieloczynnikowa, oprócz czynników biologicznych, jak neurorozwojowe, genetyczne, z pewną rolą mediującą czynników środowiskowych i psychologicznych.

## Genetyka i endokrynologia
Nie znaleziono żadnych nieprawidłowości chromosomalnych ani genetycznych, które miałyby powodować transpłciowość. Istnieją jednak badania świadczące o pewnej roli genów w powstawaniu tego zjawiska. Smith et al przytaczają wyniki zespołu Gómez-Gil et al z 2010, wedle których rodzeństwo osób transseksualnych ma większą szansę na rozwinięcie się tego stanu, przy czym dotyka to w większym stopniu braci, niż sióstr, oraz bardziej rodzeństwa osób M/K, niż K/M.
Jedna z hipotez szukała przyczyn transpłciowości w zaburzeniach hormonalnych matki podczas ciąży. Ten pogląd również nie doczekał się potwierdzenia. U gryzoni niedobór androgenów w ciąży u samców przejawia się zanikiem zachowań typowych dla tej płci w późniejszym życiu przy obecności prawidłowo ukształtowanych męskich narządów rozrodczych, natomiast nadmiar tych steroidów u samiczek wywoła u nich zachowania męskie. Hiperandrogenizacja podczas rozwoju wewnątrzmacicznego może skutkować zachowaniami chłopięcymi u genetycznych dziewczynek, jednakże nie rozwijają one zazwyczaj transpłciowości. Sytuację taką obserwuje się w przypadku wrodzonego przerostu nadnerczy, gdzie poddawana dużym stężeniom androgenów dziewczynka wykazuje typowe dla chłopca zainteresowania i zabawy, jest też bardziej agresywna. Towarzyszy temu maskulinizacja zewnętrznych narządów rozrodczych. Jednakże wedle Smitha i współpracowników (2005) hipoteza wpływu hormonów matki przy podatności genetycznej wydaje się obecnie najbardziej prawdopodobna. W końcu mózg mężczyzny rozwija się pod wpływem testosteronu, mózg żeński zaś w przypadku braku tego androgenu. Różnice w tym narządzie pojawiają się później i niezależnie od rozwoju narządów rozrodczych zewnętrznych. Tak więc, jeśli te 2 procesy się nie zgrają, czy to na skutek działania genów, czy hormonów, rozwinie się transpłciowość. Z drugiej strony zaburzenia hormonalne mogą ściśle wiązać się z genetycznymi. Zaburzenia genetyczne mogą dotyczyć genów odpowiedzialnych za syntezę hormonów czy też wrażliwość na te związki. Wykazano pewien związek transpłciowości z polimorfizmem genu CYP17, związanego ze stężeniami hormonów płciowych w osoczu. W 2008 zespół Bentza znalazł związek pomiędzy brakiem typowego dla kobiet CYP17 T-34C a transpłciowością K/M. Inaczej mówiąc, mutacja allela A2 tego genu wiązała się z większym prawdopodobieństwem rozwoju transpłciowości K/M. Powiązań z typem M/K nie znaleziono. Badania Fernándeza et al skupiły się z kolei na polimorfizmie CYP17 MspA1 u pacjentów ośrodka andaluzyjskiego, wiążąc allel A2, występujący z jednakową częstością u obu płci (z wyjątkiem Austrii i Japonii) również z osobami K/M. Allel A2 występował u osób K/M częściej niż u porównywanych nietransseksualnych kobiet, natomiast u osób M/K rzadziej, niż u niecierpiących na zaburzenia tożsamości płciowej mężczyzn. Natomiast u M/K wykryto więcej powtórzeń CA w genie receptora estrogenowego β (czego późniejsze badania nie potwierdziły), a także więcej powtórzeń w genie receptora androgenowego. Kolejne badania stoją jednak na stanowisku braku takich powiązań genetycznych.
Wpływ androgenów na mózg rozwijającego się płodu ocenia się za pomocą wskaźników takich, jak stosunek długości 2 palca dłoni do 4 palca, 2D:4D. Choć wskaźnik ten może też obrazować niestabilność rozwojową, jego niską wartość interpretuje się jako wysokie stężenie androgenów w życiu wewnątrzmacicznym. Testosteron wydłuża bowiem palec serdeczny, estrogeny natomiast – wskaziciela. Dokładniej iloraz długości palców kształtuje się w 14 tygodniu ciąży, przy czym androgeny działają najsilniej między 8 a 14 tygodniem. U kobiet będzie on zazwyczaj niższy, u mężczyzn wyższy. U osób M/K oraz K/M mieści się w zakresie typowym dla kobiet. Wskazuje to na rolę zmienionego stężenia testosteronu w powstawaniu transpłciowości M/K. Metaanaliza wykazała, że zależność między wskaźnikiem 2D:4D a transpłciowością jest w najlepszym razie niewielka. Dane są niewystarczające, by potwierdzić płciową asymetryczność zjawiska (występowanie sfeminizowanego wskaźnika u osób M/K i brak jego zmaskulinizowania u osób K/M). Odmienności tego wskaźnika występują również w przypadku homoseksualizmu.

## Neuroprzekaźniki
Osoby transseksualne wyróżniają się też nieco odmiennym rozlokowaniem transportera serotoniny. To transbłonowe białko generalnie rozmieszczone jest w mózgowiu asymetrycznie i niezależnie od płci, znaleziono jednak dymorfizm płciowy w korze środkowego zakrętu obręczy, związanego z negatywnymi emocjami i motoryką, jak też funkcjami poznawczymi. U zdrowych mężczyzn obserwuje się prawostronną asymetrię w rozlokowaniu rzeczonego transportera, u kobiet i osób transseksualnych M/K się tego nie stwierdza. Stan taki u osób M/K odzwierciedla niepełną maskulinizację.

## Budowa mózgu
Poszukiwano także organicznego zaburzenia mózgu, które miałoby stanowić przyczynę omawianego zaburzenia. Nie znaleziono go. Mózg kobiety i mężczyzny różnią się od siebie. Różnice te przypisuje się głównie działaniu hormonów płciowych. Rodzi to pytanie o to, czy mózg osoby transseksualnej będzie bardziej przypominał mózg osoby o tej samej płci morfologicznej, czy też psychicznej. Tym razem sekcje pośmiertne i obrazowanie przyżyciowe wykazały różnice pomiędzy osobami transseksualnymi a zdrowymi o tej samej płci morfologicznej. Statystycznie mózg mężczyzny jest większy od mózgu kobiety (również względem masy ciała, wyrównują to proporcje istoty szarej i białej), a wielkość mózgu osoby transseksualnej leży pomiędzy nimi. Kora mózgu kobiet wykazuje też pewne zgrubienia niestwierdzane u mężczyzn. Zgrubienia występują również u osób M/K. Natomiast u osób K/M nie znaleziono analogicznej maskulinizacji. Wśród istoty szarej transseksualistów odróżniają dwie struktury wykazujące u ludzi dymorfizm płciowy: jądro łożyskowe prążka krańcowego (BNST, związane z zachowaniem oraz układem autonomicznym i neurowydzielaniem) oraz trzecie jądro śródmiąższowe podwzgórza przedniego (INAH3, związane z neurosekrecją gonadotropin i zachowaniami macierzyńskimi). U osób transseksualnych przypominają one raczej struktury osób tej samej płci psychicznej, a nie morfologicznej, wedle części specjalistów nie zależąc jednocześnie od aktualnych stężeń hormonów płciowych ani orientacji seksualnej (w co Smith i współpracownicy wątpią, dostrzegając możliwość zależności od hormonoterapii). Jednak wedle badań Ludersa et al ogólnie istota szara osób M/K przypomina męską, choć odnotowywano wyjątki. Także Savic i Arver (2011) nie dopatrzyli się tutaj feminizacji, choć 2 lata wcześniej znaleziono jej cechy w skorupie osób M/K, podobnie jak cechy jej maskulinizacji u osób K/M. Natomiast o 2 lata późniejsze badania Simona i współpracowników wykazały mniej istoty szarej w móżdżkach osób transseksualnych obu płci, choć znaleziono też obszary móżdżku łączące osoby różnej płci morfologicznej o tym samym gender. Wiarygodność wyników obniżają różnice w orientacji seksualnej pomiędzy badanymi grupami, są one też niezgodne z wynikami innych badań móżdżków. Jeśli chodzi o istotę białą, różnice takie dotyczą też ciała modzelowatego – u osób transseksualnych przypomina ono bardziej strukturę osób o analogicznej identyfikacji płciowej. Odkrywcy zasugerowali nawet włączenie tego faktu do kryteriów rozpoznawania GID. Jednak ich badań nie powtórzono, kryterium takie nie byłoby też możliwe do zastosowania w klinice. Smith et al określa je nawet mianem niedorzecznego. Kolejne różnice znaleziono w badaniu z udziałem transseksualnych osób homoseksualnych w takich drogach istoty białej, jak pęczek podłużny górny, pęczek czołowo-potyliczny dolny, droga korowo-rdzeniowa, szczypce mniejsze, a także w obręczy. U osób transseksualnych struktury te przedstawiały formę pośrednią pomiędzy męską a żeńską. W badaniach dyfuzyjności przeprowadzonych metodą rezonansu magnetycznego przez Kranza et al osoby transseksualne odstawały od osób o tej samej płci morfologicznej, ale w stopniu mniejszym niż w stosunku do drugiej płci morfologicznej, większe różnice zaobserwowali zaś Rametti i współpracownicy.
Badania Ku i współpracowników opublikowane w 2013 wskazały na funkcjonalnie więcej połączeń pomiędzy VTA a przednią korą obręczy, co tłumaczono stresem psychosocjalnym związanym z rozbieżnością pomiędzy płcią psychiczną a morfologiczną (gender-sex incongruity), przypisywanym w innych pracach dysharmonicznemu obrazowi własnego ciała i jego dysmorfofobicznemu odczuwaniu. Lin i współpracownicy w swoich badaniach genezy transpłciowości z wykorzystaniem teorii grafów skupili się właśnie na obrazie ciała, wychodząc od trzech funkcji sieci neuronalnej związanej z jego tworzeniem: somatosensacji, czyli po prostu odczuwania ciała, związanej z zakrętem zaśrodkowym, somatopercepcji tworzącej postrzeżenia i zapewnianej przez górny płat ciemieniowy oraz somatoreprezentacji, a więc tworzenia pewnej związanej z ciałem wiedzy, za co odpowiadają lewe płaty czołowy i ciemieniowy. Ważną rolę odgrywa też wyspa. Stan mózgu związany z reprezentacją siebie samego oddaje spoczynkowe funkcjonalne wytwarzanie połączeń między neuronami (rsFC, resting-state functional connectivity), a stres psychospołeczny związany z różnicami między identyfikacją płciową a płcią morfologiczną zalicza się do czynników wpływających na budowę sieci neuronalnej. U osób transseksualnych stwierdzono 0 1-12% większą centralizację w obrębie zakrętu zarodkowego oraz górnego płata ciemieniowego (jednak nie w wyspie). W obrębie tych dwóch struktur stwierdzono również odmienny wzór połączeń międzywęzłowych. Ponadto połączenia pomiędzy prawą wyspą a zakrętem zaśrodkowym po obu stronach negatywnie korelują z wartością egotyczności odczuwanej płci psychicznej, co potwierdza rolę wyspy w tworzeniu obrazu ciała. U ludzi cisseksualnych takiej korelacji nie zaobserwowano. U osób transpłciowych może się to wiązać z dysocjacją emocji cielesnych od ciała, choć jest też inna interpretacja tych wyników, związana ze zmniejszoną istotnością odczuć dotyczących niezgodności płci. U osób transseksualnych połączenia sieci neuronalnej związanej z reprezentacją ciała są bardziej rozległe. Wyniki te współgrają z wcześniej stwierdzonymi odmiennościami w obrębie zakrętu zaśrodkowego, przedśrodkowego i wzgórza, a więc obszarów OUN związanych z percepcją własnego ciała.
Podobne wyniki uzyskano w badaniach obszarów związanych z obróbką bodźców wzrokowych, ważnych w procesie tworzenia reprezentacji ciała i powstawaniu identyfikacji płciowej. Znaleziono też więcej połączeń pomiędzy tymi obszarami a zakrętem zaśrodkowym i górnym płatem ciemieniowym u osób transseksualnych. Analogiczne dane dotyczą obszaru dodatkowej kory ruchowej (SMA). Odmienności te mogą wiązać się ze zwiększoną uwagą, jaką osoby transseksualne zwracają na niektóre części swego organizmu. Odmienności u osób transseksualnych znaleziono także w bocznej korze przedczołowej – mogą się one wiązać z odczuwanym przez te osoby stresem i z ich depresyjnością. Radzenie sobie z niedopasowaniem identyfikacji płciowej i płci morfologicznej może wiązać się z supresją pewnych procesów poznawczych, co przejawia się zmniejszoną centralizacją w tym obszarze mózgowia.

## Metabolizm mózgu
Badania mózgu z użyciem SPECT wykazały z kolei zmniejszony przepływ krwi u osób K/M w porównaniu ze zdrowymi kobietami w lewej przedniej korze obręczy, zwiększony natomiast w prawej wyspie, a więc w obszarach zaangażowanych w tworzenie się podniecenia seksualnego na drodze bodźców wzrokowych.

## EEG
28% transseksualistów cechuje się nieprawidłowym zapisem EEG, choć w niektórych badaniach stwierdzano je u prawie połowy osób, jak w przypadku atypowych wzorców skroniowych w pracy Hoeniga i Kenny z 1979 (drobne odmienności wykryli oni u kolejnych 24%). Wedle tych badaczy zmiany częściej obserwuje się u pacjentów K/M, niż M/K. Populacja zbadana przez wspomnianych specjalistów nie była jednak wolna od innych zaburzeń psychicznych ani neurologicznych. Jednak liczne inne prace opisują zmiany nad płatami skroniowymi osób transseksualnych. Z kolei w okolicy skroniowo-ciemieniowej nietypowe wzorce znaleziono u jednej na pięć takich osób. Pomimo tych wyników nie ma całkowitej pewności, że stwierdzone odmienności rzeczywiście wiążą się z transpłciowością, a nie np. chorobami towarzyszącymi.
Abstrahując od samych nieprawidłowości zapisu, EEG osób M/K bardziej przypomina obserwowany u zdrowych kobiet, niż u mężczyzn. W oczy rzucała się przewaga fal β i γ nad prawą półkulą, głównie nad okolicą oczodołową i skroniową.

## Wychowanie
Nie potwierdzono wpływu wychowania na rozwój transpłciowości. Tzw. sfeminizowani chłopcy rzadko rozwijają transpłciowość, najczęściej rozwijają się prawidłowo, częściej okazują się być homoseksualistami, niż transseksualistami. 1-2% chłopców wolałoby być dziewczynkami, 2 razy tyle dziewczynek chciałoby być chłopcami, ale bardzo rzadko zdarza się, by w przyszłości u osób tych rozwinęły się zaburzenia tożsamości płciowej.